# Rosenfältmätare
Rosenfältmätare (Anticlea derivata) är en fjärilsart som beskrevs av Ignaz Schiffermüller 1775. Rosenfältmätare ingår i släktet Anticlea och familjen mätare. Arten är reproducerande i Sverige. Inga underarter finns listade.

## Bildgalleri

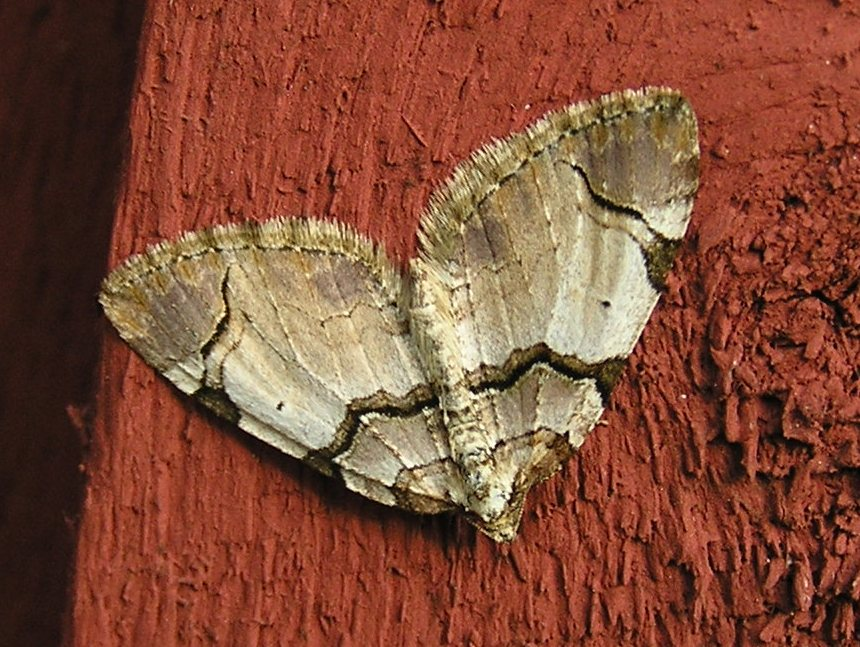